# Provincia Livorno
Livorno este o provincie în regiunea Toscana în Italia.